# Liste von Jazzmusikern/U
| Abk.  | Instrument           |
| ----- | -------------------- |
| acc   | Akkordeon            |
| acl   | Altklarinette        |
| afl   | Altflöte             |
| arr   | Arrangement          |
| as    | Altsaxophon          |
| b     | Bass                 |
| bar   | Baritonsaxophon      |
| bcl   | Bassklarinette       |
| bjo   | Banjo                |
| bl    | Bandleader           |
| bo    | Bongo                |
| bs    | Basssaxophon         |
| cl    | Klarinette           |
| clo   | Cello                |
| comp  | Komponist            |
| cond  | Dirigent             |
| cor   | Kornett              |
| dr    | Schlagzeug           |
| eh    | Englischhorn         |
| ep    | Elektronisches Piano |
| fg    | Fagott               |
| fl    | Flöte                |
| flh   | Flügelhorn           |
| frh   | Frenchhorn           |
| gisy  | Gitarrensynthesizer  |
| git   | Gitarre              |
| gl    | Glockenspiel         |
| har   | Mundharmonika        |
| harp  | Harfe                |
| kb    | Kontrabass           |
| keyb  | Keyboard             |
| lyra  | Lyra                 |
| mando | Mandoline            |
| mar   | Marimba              |
| obo   | Oboe                 |
| org   | Orgel                |
| p     | Piano                |
| perc  | Perkussion           |
| picb  | Piccolobass          |
| pictp | Piccolotrompete      |
| reeds | Holzblasinstrumente  |
| sax   | Saxophon             |
| ss    | Sopransaxophon       |
| syn   | Synthesizer          |
| tb    | Tuba                 |
| th    | Tenorhorn            |
| tp    | Trompete             |
| trb   | Posaune              |
| ts    | Tenorsaxophon        |
| tt    | Turntables           |
| vib   | Vibraphon            |
| viola | Viola                |
| vl    | Violine              |
| voc   | Gesang               |

Diese Liste ist eine Unterseite der Liste von Jazzmusikern.
- Jeremy Udden as, ss, cl, fl, comp, bl
- Noriko Ueda kb, arr, comp, bl
- Takao Uematsu sax
- Yoshitaka Uematsu dr
- Takako Ueno voc
- Federico Ughi dr
- Christian Uğurel ts, ss, bcl
- Antje Uhle p, comp
- František Uhlíř kb
- Lars-Göran Ulander sax, fl
- Sam Ulano perc
- Lisa Ullén p
- Bernhard Ullrich cl, sax, comp
- Pirmin Ullrich as, ts, bar, ss, cl, bcl, p, comp, arr, cond
- James Blood Ulmer git, voc
- Paul G. Ulrich kb
- Hans Ulrik ss, ts, fl, comp, arr
- Lloyd Ulyate trb
- Andreas Ulvo p, keyb
- Kazutoki Umezu ss, as, cl, bcl, perc, comp (auch Dr. Umezu)
- Jerry Underwood ts, ss, fl
- Simon Underwood b, clo, vl, perc
- Örn Ingi Unnsteinsson kb
- Andreas Unterreiner tp, arr, comp
- Jule Unterspann voc, comp
- Jukkis Uotila perc, bl
- Phil Upchurch git
- Jiří Urbánek git, b, voc
- Paul Urbanek p, comp
- Massimo Urbani as
- Michał Urbaniak vl
- Diego Urcola tp
- Agustin Uriburu clo, git
- Bill Urmson b
- Peter Urpeth p
- Phil Urso ts
- René Urtreger p
- Stephan Urwyler git, voc
- Billy Usselton ts, cl
- Hideaki Ura  p
- Christoph Utzinger kb, comp
- Tuomo Uusitalo p
- Peeter Uuskyla dr